# خوان ویرو
خوان ویرو (انگلیسی: Juan Vairo؛ زادهٔ ۱۰ آوریل ۱۹۳۲) بازیکن فوتبال اهل آرژانتین است.
از باشگاه‌هایی که در آن بازی کرده‌است می‌توان به باشگاه فوتبال ریور پلاته، باشگاه فوتبال یوونتوس، باشگاه فوتبال اتلتیکو تیگره، باشگاه فوتبال لیورپول (مونته‌ویدئو)، باشگاه فوتبال بوکا جونیورز، و باشگاه فوتبال روساریو سنترال اشاره کرد.